# Collegium Medizin

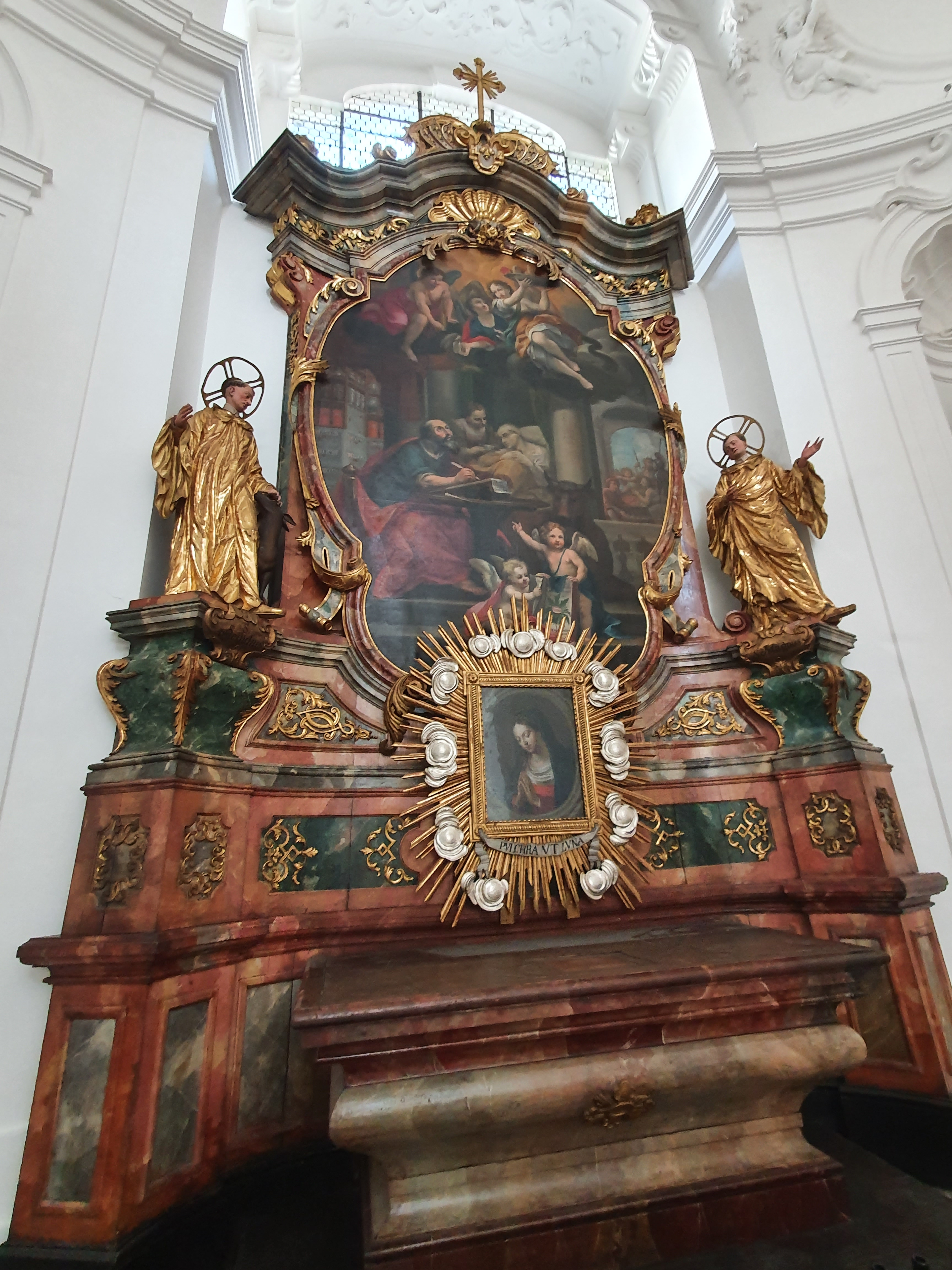
Lukasaltar der Medizinischen Fakultät

Die Nordostkapelle der Salzburger Kollegienkirche, mit dem vom Stift Admont im Jahre 1720 gestifteten Altarblatt, darstellend den hl. Lukas, ist dem Kollegium der Medizin gewidmet. Der Evangelist Lukas schreibt sitzend, neben sich hat er einen Kranken, der von einer Frau versorgt wird. Vorne ein Ochs und zwei Putti, die ein Kräuterbuch halten. Rechts im Hintergrund das Martyrium des Heiligen, oben drei große Engel. Die seitlichen Figuren stellen den hl. Ägydius und den hl. Magnus dar, beide von Josef Anton Pfaffinger. Früher war hier das Gnadenbild von Wessobrunn aufgestellt, das sich jetzt am Altar der Jus-Kapelle befindet. An seiner Stelle ist das ehemals am Borromäusaltar angebrachte, am Lukasaltar zu große Marienbild mit der Aufschrift «Pulchra ut luna» („Schön wie der Mond“, Hld 6,10 ) zu sehen.
In den Wandnischen befinden sich die Statuen der hll. Nepomuk (spekulativ von Pfaffinger), Antonius, Franz von Assisi und des Johannes Evangelista (spekulativ von Pfaffinger).

## Wandnischen-Galerie

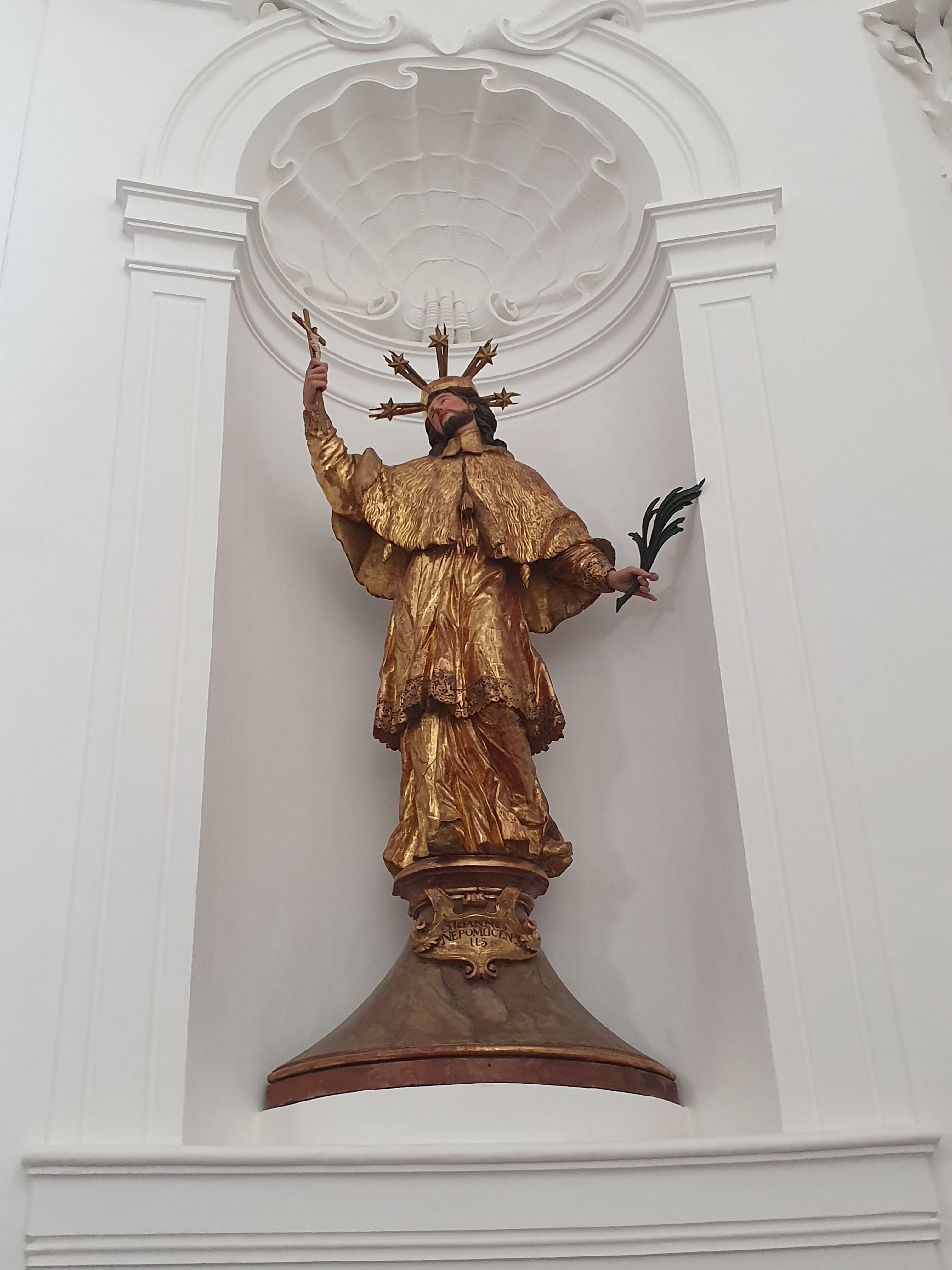
hl. Johannes Nepomuk
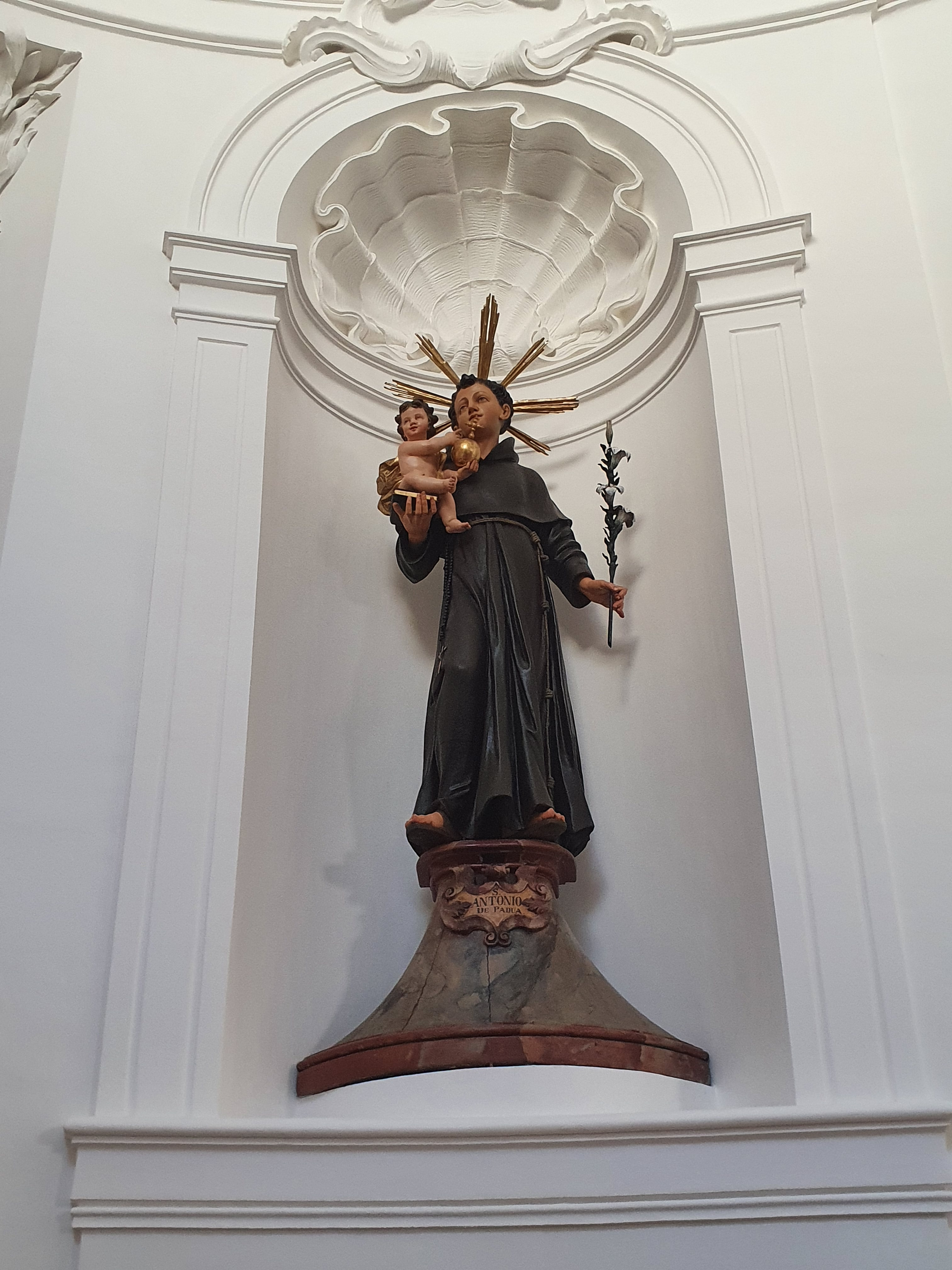
hl. Antonius mit dem Kinde
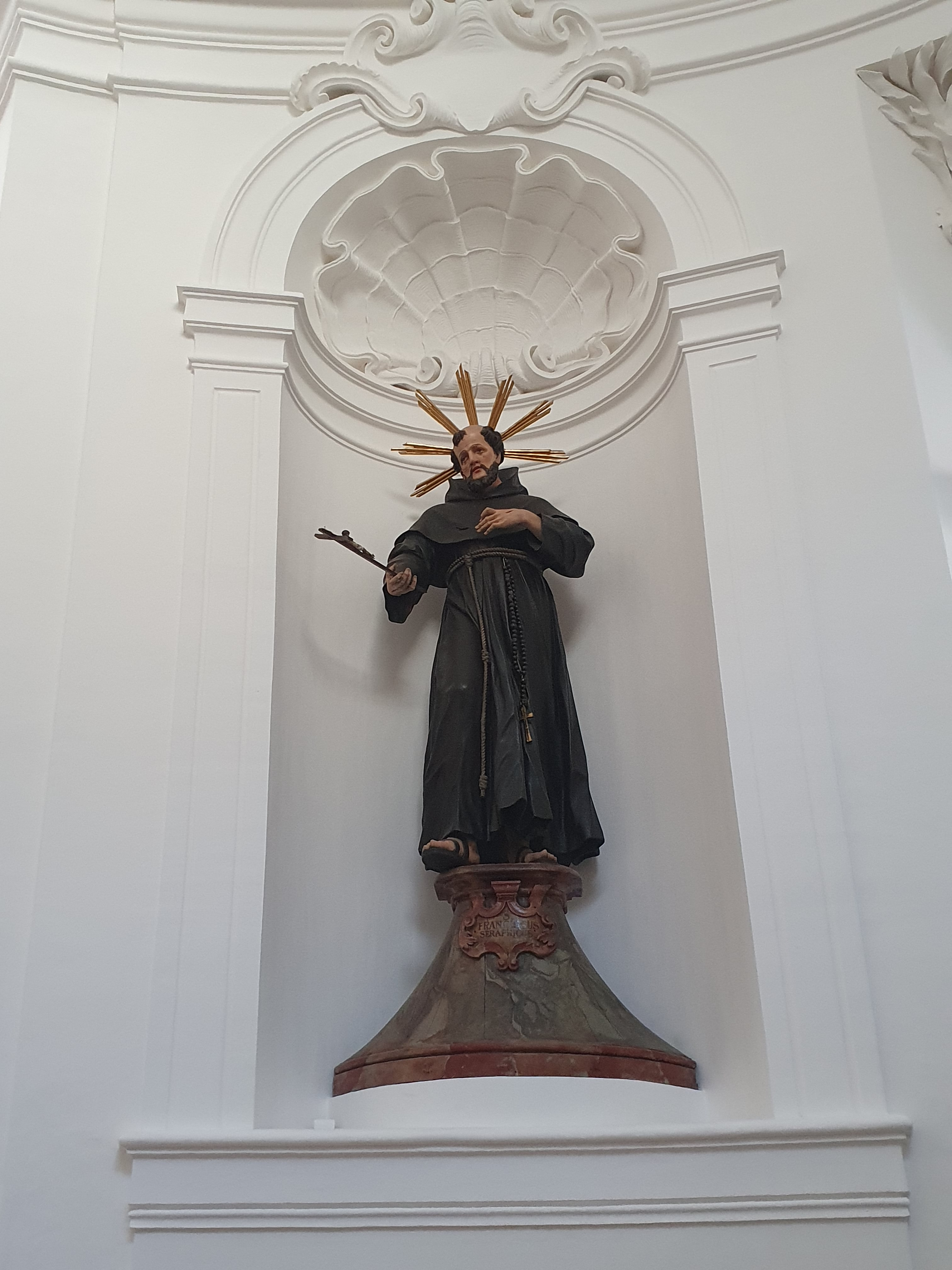
hl. Franziskus
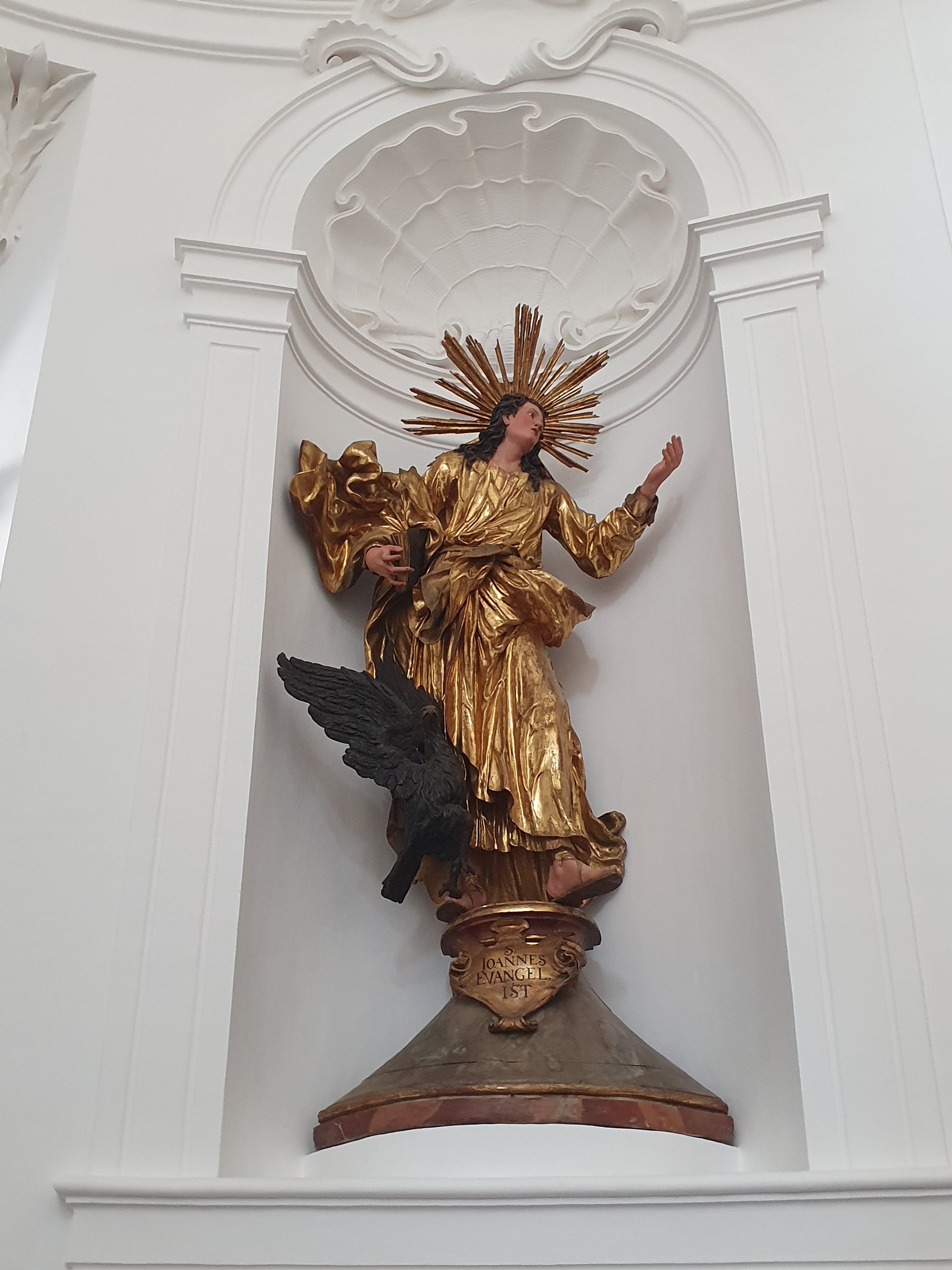
hl. Johannes Ev.

## Nachweise
1. ↑  Dehio, Wien 1986, S. 569 f.
2. ↑  ÖKT 9, Wien 1912, S. 250.